# Lauren Spencer-Smith
Lauren Spencer-Smith (Portsmouth), 28 september 2003 is een in het Verenigd Koninkrijk geboren Canadees singer-songwriter. Ze komt uit Port Alberni in de Canadese staat British Columbia.

## Biografie
Lauren Spencer-Smith werd geboren in Portsmouth maar verhuisde al op jonge leeftijd naar Canada. Volgens haar ouders begon Spencer-Smith al met zingen sinds ze kon praten.
In 2014 begon Spencer-Smith met het zingen van nummers op het platform YouTube. Dit leverde haar een optreden op met Keith Urban. Vanaf dat punt begon ze steeds meer covers te zingen. Een cover van het nummer Always Remember Us This Way van Lady Gaga zorgde ervoor dat Spencer-Smith mocht optreden in de show van Steve Harvey. In 2019 bracht Spencer-Smith haar eerste live album Unplugged, Vol 1 uit. Spencer-Smith deed in 2022 mee aan American Idol waarin ze de top 20 wist te behalen. Ze trad op vanuit haar vaders huis in Port Alberni met de Sproat Lake op de achtergrond.
In januari 2022 ging Spencer-Smith viraal op TikTok toen ze de single Fingers Crossed dat 30 miljoen keer werd beluisterd voor de release en 10 tot 15 miljoen keer werd beluisterd binnen twaalf uur na het uitbrengen. Fingers Crossed wist de top 10 te halen van hitlijsten van diverse landen, zoals Verenigd Koninkrijk, Australië en Nieuw-Zeeland. In de Nederlandse Top 40 wist het nummer de tiende plek te halen en stond het 20 weken in de lijst. Spencer-Smith's populariteit groeide en ze werd soms vergeleken met de Amerikaanse singer-songwriter Olivia Rodrigo.  In april 2024 volgde haar tweede single Flowers. Deze singles kwamen op het debuutalbum van Spencer-Smith, getiteld Mirrors. Op het album staan vijftien nummers.

## Discografie

### Albums
- "Unplugged, Vol. 1" (Live Album) (2019)
- "Unplugged, Vol. 2" (Live Album) (2019)
- "Mirrors" (2023)
- "The art of being a mess" (2025)

### Singles
- "Always Remember Us This Way" (Cover) (2019)
- "Someone You Loved" (Cover) (2019)
- "Crazy" (Cover) (2020)
- "Back to Friends" (2021)
- "For Granted" (2021)
- "Fingers Crossed" (2022)
- "Narcissist" (2022)
- "Single on the 25th" (2022)
- "Last Christmas' (Cover) (2022)
- "28" (2023)
- "Best Friend Breakup" (2023)
- "Fantasy" (met Gayle en Em Beihold) (2023)
- "That Part" (2023)
- "Sad Forever" (2023)
- "Best Friend Breakup" (2023)
- ''Small'' (2024)
- "The Way It Was Before (End Credits Version)[From the Netflix film by Skydance Animation "Spellbound"]" (2024)
- "Pray" (2025)
- "IF KARMA DOESN'T GET YOU(I WILL)" (2025)
- "bridesmaid" (2025)